# Chuyến bay 7100 của Manx2
Chuyến bay 7100 của Manx2 là một chuyến bay thương mại theo lịch trình từ Belfast, Bắc Ireland, đến Cork, Cộng hòa Ireland. Vào ngày 10 tháng 2 năm 2011, chiếc máy bay Fairchild Metro III bay tuyến đường với mười hành khách và hai phi hành đoàn trên máy bay đã bị rơi khi cố gắng hạ cánh xuống Sân bay Cork lần thứ ba trong điều kiện sương mù. Sáu người, bao gồm cả hai phi công, đã thiệt mạng. Sáu hành khách sống sót nhưng bị thương, bốn người trong số họ bị thương nặng.
Đơn vị Điều tra Tai nạn Hàng không đã công bố báo cáo cuối cùng vào tháng 1 năm 2014. Báo cáo cho biết nguyên nhân có thể xảy ra của vụ tai nạn là do mất kiểm soát trong khi cố gắng bay vòng dưới độ cao quyết định trong điều kiện khí tượng cụ thể (IMC).(tr152)Ngoài ra, việc ghép đội bay không phù hợp, huấn luyện và kiểm tra chỉ huy không đầy đủ, và sự giám sát không đầy đủ đối với hoạt động điều lệ của nhà điều hành và nhà nước của nhà điều hành cũng được chỉ ra.(tr148–151)